# Acinacodus tagaricus
Acinacodus tagaricus és una espècie extinta de mamífer eutriconodont de la família dels amfidòntids (o, segons altres classificacions, dels gobiconodòntids) que visqué a la Sibèria occidental durant el Cretaci inferior, fa entre 113 i 125 milions d'anys. Se n'han trobat restes fòssils a l'óblast de Kémerovo (Rússia). Es tracta de l'única espècie del gènere Acinacodus. La fórmula dental era {\displaystyle {\tfrac {?.?.?.?}{4.1.3.4}}}. El nom genèric Acinacodus significa ‘dent d'acínaces’, mentre que el nom específic tagaricus significa ‘de [la cultura de] Tagar’.